# Rocky Gerung
Pour les articles homonymes, voir Gerung.
Rocky Gerung né le 20 janvier 1959 à Manado, est un philosophe indonésien.

## Biographie
Rocky Gerung étudie à l'Université d'Indonésie en 1979. Il entre d'abord au département de sciences politiques, qui rejoignait à l'époque la Faculté des sciences sociales, avant de décider de passer au département de philosophie et d'obtenir son diplôme en 1986. Au collège, Rocky était proche des militants à tendance socialiste tels que Marsillam Simanjuntak, Hariman Siregar et d'autres.

## Carrières
Après avoir obtenu son diplôme, Rocky Gerung enseigne dans le département en tant que chargé de cours non permanent jusqu'au début de 2015. Il a arrêté d'enseigner en raison de la promulgation de la loi n ° 14 de 2005 qui oblige un chargé de cours à avoir au moins une maîtrise; alors que Rocky n'est titulaire que d'un baccalauréat. Il enseignait des cours tels que le Séminaire sur la théorie de la justice, Philosophie politique et recherche philosophique méthodes; il a également enseigné à la doctorat,.
Avec des personnalités telles que Abdurrahman Wahid et Azyumardi Azra, Rocky a cofondé l'Institut Setara, un groupe de réflexion dans le domaine de la démocratie et des droits de l'homme, en 2005. En tant que philosophe, l'un des domaines d'étude de Rocky était la philosophie du féminisme. Il a beaucoup écrit dans Jurnal Perempuan, une publication gérée par la Women's Journal Foundation et fondée par Gadis Arivia, sa collègue à l'Université d'Indonésie.